# Königseiche (Berlin-Biesdorf)
Die Königseiche war eine Eiche und ein Naturdenkmal im Berliner Ortsteil Biesdorf des Bezirks Marzahn-Hellersdorf.

## Geschichte

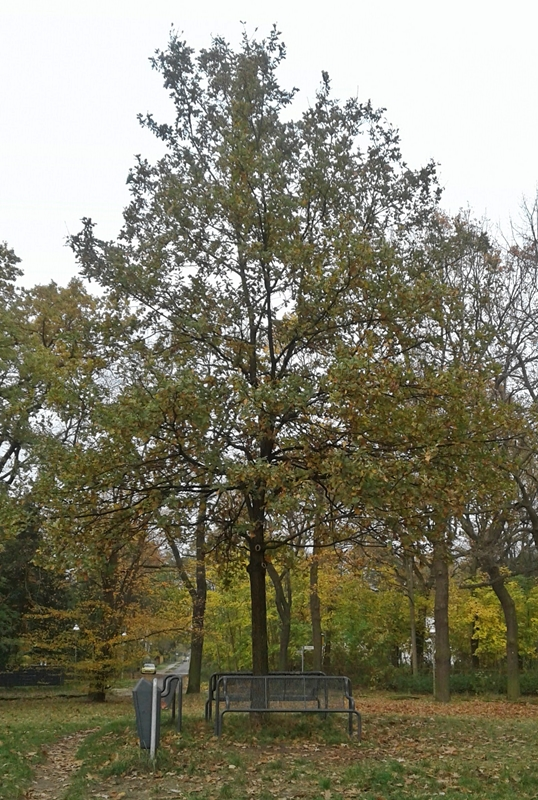
Die neue Stieleiche im November 2017

Die alte Königseiche stand auf dem Königsplatz (heute: Schwabenplatz), wurde Ende der 1970er Jahre von einem Blitz getroffen und ein halbes Jahr später gefällt. Nach der Fällung wurde ihr Alter auf ungefähr 500 Jahre geschätzt. Man hat sie wegen ihrer Größe als Königseiche bezeichnet. Im Jahr 1993 wurde der alte noch in der Erde steckende Baumstumpf samt seiner Wurzel ausgegraben und an der gleichen Stelle eine neue Stieleiche gepflanzt.